# Zaida (kommun i Marocko)
Zaida (franska: Zaida (CR), Zaida (Commune Rurale), arabiska: مغاصيين) är en kommun i Marocko.   Den ligger i provinsen Midelt och regionen Drâa-Tafilalet, 230 km sydost om huvudstaden Rabat. Antalet invånare är 4 952.